# Заслужений артист Республіки Башкортостан
Заслужений артист Республіки Башкортостан — почесне звання, встановлене в Республіці Башкортостан і є вищим вираженням державного і суспільного визнання особливих заслуг нагороджених за їх великий внесок у культурний розвиток Республіки Башкортостан і заслуги перед її багатонаціональним народом. Особам, удостоєним звання «Заслужений артист Республіки Башкортостан», вручається відповідний нагрудний знак, який носять на правій стороні грудей.

## Підстави нагородження
Почесне звання «Заслужений артист Республіки Башкортостан» присвоюється артистам, режисерам, балетмейстерам, диригентам, хормейстерам, музичним виконавцям, які створили високохудожні образи, спектаклі, кінофільми, концертні, естрадні, циркові програми, музичні, телевізійні і радіотвори, які отримали суспільне визнання, і працюють в області мистецтва 10 і більше років.
Подання до присвоєння почесного звання «Заслужений артист Республіки Башкортостан» і нагородний лист установленого зразка вносяться на розгляд Президентові Республіки Башкортостан.
Особам, удостоєним почесного звання «Заслужений артист Республіки Башкортостан», вручаються Грамота Республіки Башкортостан про присвоєння почесного звання та нагрудний знак «Заслужений артист Республіки Башкортостан».
Нагрудний знак «Заслужений артист Республіки Башкортостан» носиться на правій стороні грудей.

## Заслужені артисти Республіки Башкортостан
- Фатхетдінов Салават Закієвич[1]
- Абдразаков Ільдар Амірович
- Малікова Гузяль Хасанівна
- Галімов Айдар Ганієвич
- Гафаров Фідан Сафич
- Назіуллін Артур Іскандарович
- Іскандарова Гульнур Юнусівна
- Назірова Зайнаб Зарифівна
- Штеренбах Володимир Шапсович
- Фаттахова Василя Разифівна